# فانتسي زون
فانتسي زون (بالإنجليزية: Fantasy Zone)‏ (باليابانية: ファンタジーゾーン)، هي لعبة فيديو إلكترونية من نوع شوتم أب، أنتجتها ونشرتها شركة سيجا اليابانية سنة 1986م.